# ASK Vorwärts Rostock
Der ASK „Vorwärts“ Rostock war ein deutscher Armeesportklub und DDR-Sportclub aus der Hansestadt Rostock mit folgenden Sportmannschaften: Rudern, Segeln, Schwimmen und Ringen.

## Geschichtliche Entwicklung
Mitte 1950 wurde in dem kleinen Ort Parow, fünf Kilometer nördlich der Hafenstadt Stralsund, durch das Innenministerium der DDR für die dort stationierte Seepolizei die Sportvereinigung (SV) „Sturmvogel“ gegründet. Sie ging am 1. August 1953 in der SV Vorwärts der Kasernierten Volkspolizei auf. Der Standort Parow wurde 1954 nach Rostock verlegt. Nach der Gründung der Nationalen Volksarmee wurde am 1. Oktober 1956 die Armeesportvereinigung Vorwärts gegründet, die ihrerseits den SV KVP Vorwärts in den „Zentralen Armeesportklub Vorwärts“ umbildete. Als dessen Untergliederung wurde in Rostock aus dem SV KVP der „ASK Vorwärts Rostock“. 1990 wurde der ASK aufgelöst. Neu gegründet wurde 1990 der ORC Rostock, der den Rudersport auf Leistungssportniveau weiterführte.

## Erfolge

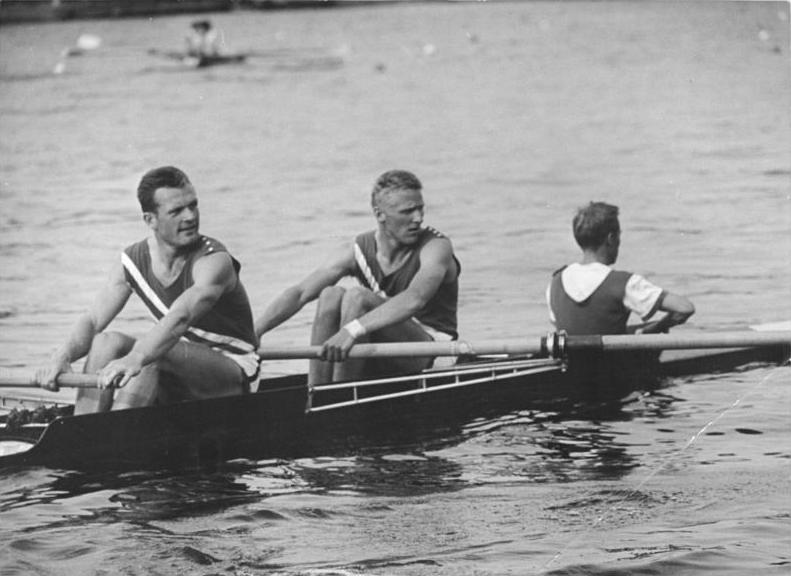
Zweier mit Steuermann des ASK „Vorwärts“ Rostock mit Peter Gorny, Günter Bergau und Steuermann Karl-Heinz Danielowski

Den regionalen Armeesportklubs wurden spezielle Schwerpunktsportarten zugewiesen, in Rostock waren dies die Sportmannschaften Rudern, Schwimmen, Segeln und Ringen. Als weitere Sportsektionen kamen Fußball, Turnen, Judo und Wasserball hinzu. Sowohl im Rudern als auch im Ringen entwickelte sich der ASK „Vorwärts“ Rostock zu einem DDR-Spitzenklub. Neben zahlreichen DDR-Meisterschaften brachten die Rostocker mit den Ringern Lothar Metz (1968) und Rudolf Vesper (1968) sowie dem Ruderer Joachim Dreifke (1980) Olympiasieger hervor. Dreifke wurde außerdem dreimal Weltmeister. Zu den erfolgreichen Ruderern gehören u. a. Ulrich Karnatz, Karl-Heinz Prudöhl, Werner Klatt, Hans-Joachim Lück (Olympiasieger 1976 in Montreal im DDR-Achter) und der Ringer Heinz-Helmut Wehling wurde 1970 Europameister und 1977 Weltmeister. Die Wasserballmannschaft spielte in den 1960er Jahren in der höchsten DDR-Spielklasse.

## Fußball
Die Fußballsektion durchlief eine gesonderte Entwicklung. Noch als SV KVP Vorwärts wurde die 1. Männermannschaft 1956 zusätzlich als 13. Team in die viertklassige Bezirksliga Rostock eingegliedert. Nach einem 8. Platz am Ende der Saison profitierte die inzwischen als ASK Vorwärts antretende Mannschaft 1957 mit Platz 3 vor der Aufstockung der II. DDR-Liga auf fünf Staffeln und spielte ab 1958 drittklassig. Dieser Aufgabe waren die Rostocker jedoch nicht gewappnet, als Tabellen-Drittletzter ihrer Staffel mussten sie am Ende der Saison wieder absteigen. Als Bezirksmeister gelang ein Jahr später der sofortige Aufstieg, 1960 konnte die Mannschaft in der Nordstaffel der II. DDR-Liga überraschend Platz 2 erringen, und mit dem gleichen Rang konnte Vorwärts Rostock 1962 in die I. DDR-Liga aufsteigen. Wesentlich zu diesem Erfolg hatte Karl Pöschel beigetragen, der 1961 nach 93 Oberligaspielen vom SC Empor Rostock zur Vorwärtsmannschaft gekommen war. Insgesamt hatte die Sektion Fußball an Stärke hinzugewonnen, was auch durch den Gewinn der Bezirksmeisterschaft durch die Reservemannschaft Vorwärts Rostock II 1962 und anschließendem Aufstieg in die II. DDR-Liga deutlich wurde. Nach Abschaffung dieser Liga spielte die II. Mannschaft anschließend wieder in der Bezirksliga. 
Während der Saison 1962/63 wurde die Sektion Fußball aus dem ASK Vorwärts Rostock ausgegliedert und in die eigenständige Armeesportgemeinschaft (ASG) Vorwärts Rostock-Gehlsdorf umgewandelt. Die 1. Mannschaft konnte sich fest in der I. DDR-Liga etablieren und erreichte 1965 mit Rang 3 ihre beste Platzierung. 
Nach Abschluss der Fußballsaison 1966/67 wurde die ASG Vorwärts Rostock im Rahmen weiterer Umstrukturierungen innerhalb der ASV Vorwärts nach Stralsund umgesiedelt und trat von der Spielzeit 1967/68 als ASG Vorwärts Stralsund an. Vorwärts Rostock-Gehlsdorf wurde 1971 in Rostock wieder neu gegründet, trat aber nicht mehr überregional in Erscheinung. Nach der Wende ging die Mannschaft im 1993 aufgelösten Rostocker SV Sturmvogel auf.

## Statistik
- Teilnahme Bezirksliga Rostock: 1956, 1957, 1959 (Vorwärts II: 1961/62, 1963/64–1966/67)
- Teilnahme DDR-Liga: 1962/63 bis 1966/67 (im Anschluss Versetzung nach Stralsund)
- Teilnahme II. DDR-Liga: 1958, 1960, 1961/62 (Vorwärts II: 1962/63)
- Ewige Tabelle der DDR-Liga: Rang 89